# Lijst van terugkerende personages uit James Bond
Dit is een lijst van terugkerende personages uit James Bondboeken, -films en -spellen.

## Terugkerende personages in deJames Bondboeken
| Boek | Titel                              | James Bond 007 | M Sir Miles Messervy | Miss Moneypenny | Q Geoffrey Boothroyd | Felix Leiter | Bill Tanner | Ernst Stavro Blofeld | René Mathis | Quarrel | John Strangways | Tiffany Case | Loelia Ponsonby | Mary Goodnight | Irma Bunt |
| ---- | ---------------------------------- | -------------- | -------------------- | --------------- | -------------------- | ------------ | ----------- | -------------------- | ----------- | ------- | --------------- | ------------ | --------------- | -------------- | --------- |
| 1    | Casino Royale                      |                |                      |                 | Genoemd              |              |             |                      |             |         |                 |              |                 |                |           |
| 2    | Live and Let Die                   |                |                      |                 | Genoemd              |              |             |                      |             |         |                 |              |                 |                |           |
| 3    | Moonraker                          |                |                      |                 |                      |              |             |                      |             |         |                 |              |                 |                |           |
| 4    | Diamonds Are Forever               |                |                      |                 |                      |              |             |                      |             |         |                 |              |                 |                |           |
| 5    | From Russia with Love              |                |                      |                 |                      |              |             |                      |             |         |                 |              |                 |                |           |
| 6    | Dr. No                             |                |                      |                 |                      |              |             |                      |             |         |                 |              |                 |                |           |
| 7    | Goldfinger                         |                |                      |                 |                      |              |             |                      |             |         |                 |              |                 |                |           |
| 8    | For Your Eyes Only                 |                |                      |                 |                      |              |             |                      |             |         |                 |              |                 |                |           |
| 9    | Thunderball                        |                |                      |                 |                      | Genoemd      |             |                      |             |         |                 |              |                 |                |           |
| 10   | The Spy Who Loved Me               |                |                      |                 |                      |              |             |                      |             |         |                 |              |                 |                |           |
| 11   | On Her Majesty's Secret Service    |                |                      |                 |                      |              |             |                      |             |         |                 |              |                 |                |           |
| 12   | You Only Live Twice                |                |                      |                 |                      |              |             |                      |             |         |                 |              |                 |                |           |
| 13   | The Man with the Golden Gun        |                |                      |                 |                      |              |             |                      |             |         |                 |              |                 |                |           |
| 14   | Octopussy and The Living Daylights |                |                      |                 |                      |              |             |                      |             |         |                 |              |                 |                |           |

## Terugkerende personages in deJames Bondfilms
| Film | Titel                           | James Bond 007 | M             | Miss Moneypenny | Q                | Felix Leiter    | Bill Tanner       | Ernst Stavro Blofeld | General Gogol      | Sir Frederick Gray | Rublevitch        | Sylvia Trench | Sheriff J.W. Pepper | Man met fles | Jaws | Smithers | Jack Wade | Valentin Zukovsky | Charles Robinson | René Mathis | Mr. White | Madeleine Swann | Dr Vogel |
| ---- | ------------------------------- | -------------- | ------------- | --------------- | ---------------- | --------------- | ----------------- | -------------------- | ------------------ | ------------------ | ----------------- | ------------- | ------------------- | ------------ | ---- | -------- | --------- | ----------------- | ---------------- | ----------- | --------- | --------------- | -------- |
| 1    | Dr. No                          | Sean Connery   | Bernard Lee   | Lois Maxwell    | Peter Burton     | Jack Lord       |                   |                      |                    |                    |                   | Eunice Gayson |                     |              |      |          |           |                   |                  |             |           |                 |          |
| 2    | From Russia with Love           | Sean Connery   | Bernard Lee   | Lois Maxwell    | Desmond Llewelyn |                 | Anthony Dawson    |                      |                    |                    |                   | Eunice Gayson |                     |              |      |          |           |                   |                  |             |           |                 |          |
| 3    | Goldfinger                      | Sean Connery   | Bernard Lee   | Lois Maxwell    | Desmond Llewelyn | Cec Linder      |                   |                      |                    |                    |                   |               |                     |              |      |          |           |                   |                  |             |           |                 |          |
| 4    | Thunderball                     | Sean Connery   | Bernard Lee   | Lois Maxwell    | Desmond Llewelyn | Rik Van Nutter  | Anthony Dawson    |                      |                    |                    |                   |               |                     |              |      |          |           |                   |                  |             |           |                 |          |
| 5    | You Only Live Twice             | Sean Connery   | Bernard Lee   | Lois Maxwell    | Desmond Llewelyn |                 | Donald Pleasence  |                      |                    |                    |                   |               |                     |              |      |          |           |                   |                  |             |           |                 |          |
| 6    | On Her Majesty's Secret Service | George Lazenby | Bernard Lee   | Lois Maxwell    | Desmond Llewelyn | Telly Savalas   |                   |                      |                    |                    |                   |               |                     |              |      |          |           |                   |                  |             |           |                 |          |
| 7    | Diamonds Are Forever            | Sean Connery   | Bernard Lee   | Lois Maxwell    | Desmond Llewelyn | Norman Burton   | Charles Gray      |                      |                    |                    |                   |               |                     |              |      |          |           |                   |                  |             |           |                 |          |
| 8    | Live and Let Die                | Roger Moore    | Bernard Lee   | Lois Maxwell    | Genoemd          | David Hedison   |                   | Clifton James        |                    |                    |                   |               |                     |              |      |          |           |                   |                  |             |           |                 |          |
| 9    | The Man with the Golden Gun     | Roger Moore    | Bernard Lee   | Lois Maxwell    | Desmond Llewelyn |                 | Michael Goodliffe | Clifton James        |                    |                    |                   |               |                     |              |      |          |           |                   |                  |             |           |                 |          |
| 10   | The Spy Who Loved Me            | Roger Moore    | Bernard Lee   | Lois Maxwell    | Desmond Llewelyn |                 | Walter Gotell     | Geoffrey Keen        | Eva Rueber         |                    | Victor Tourjansky | Richard Kiel  |                     |              |      |          |           |                   |                  |             |           |                 |          |
| 11   | Moonraker                       | Roger Moore    | Bernard Lee   | Lois Maxwell    | Desmond Llewelyn |                 | Walter Gotell     | Geoffrey Keen        |                    |                    | Victor Tourjansky | Richard Kiel  |                     |              |      |          |           |                   |                  |             |           |                 |          |
| 12   | For Your Eyes Only              | Roger Moore    | Genoemd       | Lois Maxwell    | Desmond Llewelyn | James Villiers  | Walter Gotell     | Geoffrey Keen        | John Hollis        | Eva Rueber         | Victor Tourjansky |               | Jeremy Bulloch      |              |      |          |           |                   |                  |             |           |                 |          |
| 13   | Octopussy                       | Roger Moore    | Robert Brown  | Lois Maxwell    | Desmond Llewelyn |                 | Walter Gotell     | Geoffrey Keen        |                    | Eva Rueber         |                   |               | Jeremy Bulloch      |              |      |          |           |                   |                  |             |           |                 |          |
| 14   | A View to a Kill                | Roger Moore    | Robert Brown  | Lois Maxwell    | Desmond Llewelyn |                 | Walter Gotell     | Geoffrey Keen        |                    |                    |                   |               |                     |              |      |          |           |                   |                  |             |           |                 |          |
| 15   | The Living Daylights            | Timothy Dalton | Robert Brown  | Caroline Bliss  | Desmond Llewelyn | John Terry      | Walter Gotell     | Geoffrey Keen        |                    |                    |                   |               |                     |              |      |          |           |                   |                  |             |           |                 |          |
| 16   | Licence to Kill                 | Timothy Dalton | Robert Brown  | Caroline Bliss  | Desmond Llewelyn | David Hedison   |                   |                      |                    |                    |                   |               |                     |              |      |          |           |                   |                  |             |           |                 |          |
| 17   | GoldenEye                       | Pierce Brosnan | Judi Dench    | Samantha Bond   | Desmond Llewelyn |                 | Michael Kitchen   | Joe Don Baker        | Robbie Coltrane    |                    |                   |               |                     |              |      |          |           |                   |                  |             |           |                 |          |
| 18   | Tomorrow Never Dies             | Pierce Brosnan | Judi Dench    | Samantha Bond   | Desmond Llewelyn |                 |                   | Joe Don Baker        | Colin Salmon       |                    |                   |               |                     |              |      |          |           |                   |                  |             |           |                 |          |
| 19   | The World Is Not Enough         | Pierce Brosnan | Judi Dench    | Samantha Bond   | Desmond Llewelyn | Michael Kitchen |                   | Robbie Coltrane      | Colin Salmon       |                    |                   |               |                     |              |      |          |           |                   |                  |             |           |                 |          |
| 20   | Die Another Day                 | Pierce Brosnan | Judi Dench    | Samantha Bond   | John Cleese      |                 |                   |                      | Colin Salmon       |                    |                   |               |                     |              |      |          |           |                   |                  |             |           |                 |          |
| 21   | Casino Royale                   | Daniel Craig   | Judi Dench    |                 |                  | Jeffrey Wright  |                   | Giancarlo Giannini   | Jesper Christensen |                    |                   |               |                     |              |      |          |           |                   |                  |             |           |                 |          |
| 22   | Quantum of Solace               | Daniel Craig   | Judi Dench    | Rory Kinnear    |                  | Jeffrey Wright  |                   | Giancarlo Giannini   | Jesper Christensen |                    |                   |               |                     |              |      |          |           |                   |                  |             |           |                 |          |
| 23   | Skyfall                         | Daniel Craig   | Judi Dench    | Rory Kinnear    | Naomie Harris    | Ben Whishaw     |                   |                      |                    |                    |                   |               |                     |              |      |          |           |                   |                  |             |           |                 |          |
| 24   | Spectre                         | Daniel Craig   | Ralph Fiennes | Rory Kinnear    | Naomie Harris    | Ben Whishaw     | Genoemd           | Christoph Waltz      | Jesper Christensen | Léa Seydoux        | Brigitte Millar   |               |                     |              |      |          |           |                   |                  |             |           |                 |          |
| 25   | No Time To Die                  | Daniel Craig   | Ralph Fiennes | Rory Kinnear    | Naomie Harris    | Ben Whishaw     | Jeffrey Wright    | Christoph Waltz      | Genoemd            | Léa Seydoux        | Brigitte Millar   |               |                     |              |      |          |           |                   |                  |             |           |                 |          |

- In From Russia with Love en Thunderball speelt Dawson onherkenbaar de rol van Blofeld en spreekt Eric Pohlmann zijn stem in.
- Pas nadat EON Productions in 2013 de rechten voor Blofeld terugkreeg, is door EON bekend dat Hollis inderdaad Blofeld speelde.
- In The World Is Not Enough is een schilderij te zien van Bernard Lee op de MI6 locatie in Schotland. Later zijn ook Robert Brown en Judi Dench te zien als schilderij in No Time To Die.
- Aan het eind van Skyfall neemt Fiennes de rol van Dench over als M, Dench maakt nog wel een cameo in de volgende film Spectre.

| Film | Naam                  | James Bond 007 | M           | Miss Moneypenny | Q                | Felix Leiter | Ernst Stavro Blofeld | René Mathis     |
| ---- | --------------------- | -------------- | ----------- | --------------- | ---------------- | ------------ | -------------------- | --------------- |
| 1    | Casino Royale (1954)  | Barry Nelson   |             |                 |                  | Michael Pate |                      | Linda Christian |
| 2    | Casino Royale (1967)  | David Niven    | John Huston | Barbara Bouchet | Geoffrey Bayldon |              | Duncan Macrae        |                 |
| 3    | Never Say Never Again | Sean Connery   | Edward Fox  | Pamela Salem    | Alec McCowen     | Bernie Casey | Max von Sydow        |                 |
| 4    | Happy and Glorious    | Daniel Craig   |             |                 |                  |              |                      |                 |

## Terugkerende personages in deJames Bondcomputerspellen
| Game | Titel                   | James Bond 007                   | M                         | Miss Moneypenny               | Q                             | R                              | Bill Tanner                  | Ernst Stavro Blofeld                    | Valentin Zukovsky     | Xenia Onatopp                | Jaws                          | Oddjob | Zoe | Goldfinger | Pussy Galore |
| ---- | ----------------------- | -------------------------------- | ------------------------- | ----------------------------- | ----------------------------- | ------------------------------ | ---------------------------- | --------------------------------------- | --------------------- | ---------------------------- | ----------------------------- | ------ | --- | ---------- | ------------ |
| 1    | GoldenEye 007           | Pierce Brosnan                   |                           |                               |                               |                                |                              |                                         | Robbie Coltrane       | Famke Janssen                |                               |        |     |            |              |
| 2    | James Bond 007          | Alternatief                      |                           |                               | Richard Kiel                  | Harold Sakata                  |                              |                                         |                       |                              |                               |        |     |            |              |
| 3    | Tomorrow Never Dies     | Pierce Brosnan Adam Blackwood    | Judi Dench Caron Pascoe   |                               | Miles Anderson                |                                |                              |                                         |                       |                              |                               |        |     |            |              |
| 4    | The World Is Not Enough | Pierce Brosnan Adam Blackwood    | Judi Dench Caron Pascoe   | Samantha Bond Henrietta Bass  | Miles Anderson                | Robbie Coltrane Adam Blackwood |                              |                                         |                       |                              |                               |        |     |            |              |
| 5    | 007 Racing              | Pierce Brosnan Tim Bentinck      | Judi Dench Caron Pascoe   | Genoemd                       | Miles Anderson                | Robbie Coltrane Adam Blackwood | John Cleese                  | Famke Janssen Elizabeth Carol Savenkoff | Richard Kiel          |                              |                               |        |     |            |              |
| 6    | Agent Under Fire        | Andrew Bicknell                  | Judi Dench Caron Pascoe   |                               |                               | Miles Anderson                 |                              |                                         |                       | Sydney Rainin-Smith          |                               |        |     |            |              |
| 7    | Nightfire               | Pierce Brosnan Maxwell Caulfield | Samantha Eggar            | Gregg Berger                  |                               | Jeanne Mori                    |                              |                                         |                       |                              |                               |        |     |            |              |
| 8    | Everything or Nothing   | Pierce Brosnan                   | Judi Dench                | John Cleese                   | Richard Kiel                  |                                |                              |                                         |                       |                              |                               |        |     |            |              |
| 9    | GoldenEye: Rogue Agent  | Jason Carter                     | Judi Dench                |                               | Donald Pleasence Gideon Emery | Famke Janssen Jenya Lano       |                              | Harold Sakata                           | Gert Fröbe Enn Reitel | Honor Blackman Jeannie Elias |                               |        |     |            |              |
| 10   | From Russia with Love   | Sean Connery                     | Bernard Lee Peter Renaday | Lois Maxwell Karly Rothenberg | Desmond Llewelyn Phil Proctor |                                |                              |                                         |                       |                              |                               |        |     |            |              |
| 11   | Quantum of Solace       | Daniel Craig                     | Judi Dench                |                               |                               | Nick Jameson                   |                              |                                         |                       |                              |                               |        |     |            |              |
| 12   | GoldenEye: Reloaded     | Daniel Craig                     | Judi Dench                | Rory Kinnear                  | Alec Newman                   | Kate Magowan                   |                              |                                         |                       |                              |                               |        |     |            |              |
| 13   | Blood Stone             | Daniel Craig                     | Judi Dench                | Rory Kinnear                  | Genoemd                       |                                |                              |                                         |                       |                              |                               |        |     |            |              |
| 14   | 007 Legends             | Daniel Craig Timothy Watson      | Judi Dench                | Rory Kinnear                  | Genoemd                       | Naomie Harris                  | Donald Pleasence Glenn Wrage | Richard Kiel                            | Harold Sokata         | Gert Fröbe Timothy Watson    | Honor Blackman Natasha Little |        |     |            |              |

- De namen in kleine letters zijn de stemacteurs, de namen in grote letters het uiterlijk.